# УС Миланезе
УС „Миланезе“ (на италиански: Unione Sportiva Milanese) е италиански футболен клуб от Милано, основан на 16 януари 1902 г. Цветовете на отбора са черно-бели шахматни карета, откъдето идва и прозвището им „шахматните“.
През 1905, 1908 и 1909 г. отбора финиширва на второ място в италианския шампионат, което е и най-големия успех на клуба.
През 1922 г. след т.нар. „Компромис Коломбо“ относно сливането на двете главни италиански футболни федерации Миланезе изпадат във втората северна дивизия на Италия, но през 1926 г. отново се завръщат във висшия ешелон, докато през 1928 г. под натиска на фашисткото управление в страната се сливат с отбора на ФК Интер и заедно образуват новия тим наречен „Амброзиана“. Новите екипи се състоят от чисто бели фланелки, пресечени с червен кръст и маркирани с фашистки символ.
С пристигането на новия президент на клуба Фердинандо Поцани през 1931 г., наименованието на отбора се променя на „Амброзиана-Интер“, а екипите стават черно-сини (цветовете на Интер) с черно-бяла шахматна яка (цветовете на УС Миланезе).
В този период, Амброзиана (Амброзиана-Интер) печели 3 национални титли – скудети (през 1929, 1937 и 1939 г.) и една купа на Италия.
С падането на фашизма в Италия, Интер и Миланезе си възвръщат старите имена, а насила направения съюз между двата клуба е разтрогнат.
С края на сезон 1945-46 идва и краят на самия клуб УС Миланезе, който официално престава да функционира.